# حاشیه سود
حاشیۀ سود (به انگلیسی: Profit margin) نسبتی است که به‌وسیله آن سودآوری هر دلار (یا هر ریال) از فروش را محاسبه می‌کنند، به این ترتیب که مقدار سود پس از کسر مالیات را بر فروش خالص تقسیم می‌کنند.
میزان سود خالص یک شرکت اولین معیاری است که بیشتر سرمایه‌گذاران در رابطه با سوددهی شرکت مدنظر قرار می‌دهند، ولی توجه محض به سودهای خالص تصویری دقیق از عملکرد شرکت ارائه نخواهد داد.
در مقابل نسبت‌های حاشیه سود به‌جای برآورد کردن میزان دارایی‌ها، سهام و سرمایه‌گذاری‌های شرکت، مقدار پولی را که آن شرکت از تمام درآمدهای حاصل از فروش محصولات، دارایی‌ها و سرمایه‌گذاری‌ها به دست خواهد آورد، مورد توجه قرار می‌دهد.
{\displaystyle \mathrm {Net\ profit\ Margin} ={\mathrm {Net\ Profit}  \over \mathrm {Revenue} }}
حاشیه‌ها به بیان ساده عوایدی هستند که به صورت نسبت یا درصدی از فروش شرکت بیان می‌شوند. این درصد سهام‌داران و سرمایه‌گذاران را قادر می‌سازد که سوددهی شرکت‌ها را به مقایسه بگذارند.